# Trimeticcia di Segezia
Trimeticcia di Segezia là một giống cừu hiện đại của Puglia ở miền nam nước Ý. Giống cừu này được đặt tên theo thị trấn Segezia, một frazione của vùng Foggia, nơi nó được tạo ra tại Istituto Sperimentale trên la Zootecnia, một trạm nuôi thử nghiệm của Bộ trưởng nông nghiệp Agricole, Alimentari e Forestali, Bộ Nông nghiệp Ý. "Trimeticcia" có nghĩa là "lai ba chiều": giống cừu này được tạo ra bằng cách lai giống cừu Gentile di Puglia ewes với giống cừu Île-de-France của Pháp, và sau đó lai qua lai kết với giống cừu Württemberger; sản phẩm thu được sau đó đã được chọn lọc để thích ứng với khí hậu và các điều kiện của khu vực chăn nuôi. Phạm vi của giống này chủ yếu là đồng bằng của vùng Tavoliere delle Puglie, nhưng cũng mở rộng tới vùng Molise. Trimeticcia di Segezia là một trong bốn mươi hai giống cừu địa phương tại nước Ý có phân bố hạn chế, trong đó một cuốn sách ghi số lượng các cá thể được lưu giữ bởi Associazione Nazionale della Pastorizia, hiệp hội chăn nuôi cừu quốc gia Ý.
Năm 1983 có khoảng 4000 cá thể giống này. Không có số liệu nào gần đây chi tiết thêm về số lượng giống này. Trong năm 2013 không có tổng số cá thể cho giống này được ghi trong cuốn sách nói trên. Năm 2005, tổng số lượng cá thể là 188 đã được DAD-IS ghi nhận và báo cáo.